# Marco Marcato
Marco Marcato (San Donà di Piave, Venècia, Vèneto, 11 de febrer de 1984) és un ciclista italià, ja retirat, que fou professional del 2005 al 2021. El seu darrer equip fou l'UAE Abu Dhabi.
En el seu palmarès destaca la victòria al Tour de Vendée de 2011 i la París-Tours del 2012. Per la victòria en aquesta última cursa va obtenir el Ruban Jaune com a posseïdor del rècord de la velocitat mitjana més ràpida en una cursa de més de 200 quilòmetres en aquell moment.
Per a la temporada 2014 es va incorporar al Cannondale després que el seu anterior equips, el Vacansoleil-DCM, es dissolgués a la fi de la temporada del 2013. Posteriorment va córrer al Wanty-Groupe Gobert durant dues temporades, tornant a córrer sota les ordres de l'exentrenador del Vacansoleil, Hilaire Vanderschueren, i compartint el lideratge de l'equip a les clàssiques flamenques amb l'excompany d'equip del Vacansoleil Björn Leukemans. El setembre de 2016 va anunciar la seva incorporació a l'equip UAE Abu Dhabi de cara al 2017. Es retirarà a la fi de la temporada del 2021.

## Palmarès
- 2005
  - Vencedor d'una etapa de la Volta a Eslovènia
- 2006
  - Vencedor d'una etapa de la Vuelta a Chihuahua
- 2007
  - Vencedor d'una etapa de la Volta a Irlanda
- 2009
  - Vencedor de la classificació dels joves de la Volta a Luxemburg
- 2011
  - 1r al Tour de Vendée
- 2012
  - 1r a la París-Tours
  - Vencedor d'una etapa de l'Étoile de Bessèges

### Resultats a la Volta a Espanya
- 2009. No surt (12a etapa)
- 2019. Abandona (19a etapa)

### Resultats al Tour de França
- 2011. 89è de la classificació general
- 2012. 67è de la classificació general
- 2014. 80 de la classificació general
- 2017. 56è de la classificació general
- 2018. 126è de la classificació general
- 2020. 111è de la classificació general

### Resultats al Giro d'Itàlia
- 2013. 76è de la classificació general
- 2017. 113è de la classificació general
- 2018. 69è de la classificació general
- 2019. 99è de la classificació general